# Médaille du résistant civil
La Médaille du résistant civil  (néerlandais : Burgerlijke Weerstandsmedaille) était une décoration civile du Royaume de Belgique créée par arrêté royal le 21 mars 1951.  Elle était décernée à tous les membres civils de la résistance belge durant la Seconde Guerre mondiale qui furent reconnus comme tel par la loi du 24 septembre 1946.

## Insigne
La Médaille du résistant civil était une médaille circulaire frappée de bronze d'un diamètre de 39 mm.  Son avers portait l'image en relief du torse d'un homme brisant les chaînes qu'il avait aux poignets, une femme se tient derrière lui et légèrement à sa gauche.  Au revers, l'inscription latine en relief "RESTITERUNT" se traduisant en "J'AI RÉSISTÉ" entre les millésimes "1940" au-dessus et "1945" en dessous.  Le revers avait un rebord légèrement soulevé.
La médaille était suspendue par un anneau passant latéralement au travers d'un barillet de suspension au haut de la décoration, à un ruban vert pâle de soie moirée avec deux bandes longitudinales rouges de 1 mm de large distantes l'une de l'autre de 5 mm, et de deux bandes noires de 4 mm de large aux bordures du ruban. Les couleurs du ruban étaient symboliques, le vert pour l'espoir de la libération, le rouge pour le sang versé par les membres de la résistance, le noir signifiant les jours sombres de l'occupation et/ou la nature clandestine de la résistance.

## Récipiendaires illustres (liste partielle)
- Baron Charles Poswick[1]